# Cristiana Lôbo
Cristiana Lôbo, all'anagrafe Cristiana dos Santos Mendes Lôbo (Morrinhos, 2 febbraio 1958 – San Paolo, 11 novembre 2021), è stata una giornalista e conduttrice televisiva brasiliana.
Si occupò di politica brasiliana dal 1982. Commentò in modo particolare i retroscena di Brasilia, le decisioni del governo federale e le negoziazioni con il Congresso nazionale. Scriveva inoltre di questioni riguardanti il mercato finanziario.

## Biografia
Cristiana Lôbo studiò  comunicazione sociale all'Università federale di Goiás. Intraprese la sua professione scrivendo sporadicamente per Folha de Goiaz, giornale locale del Goiânia Nel 1978, venne assunta come stagista dal giornale politico O Globo, e un anno dopo continuò nella succursale del giornale, in Brasilia. Sempre nella capitale, lavorò come reporter settoriale per vari ministeri, per due anni. Il ruolo successivo lo ricoprì a Palácio do Planalto e nel 1984 seguì il Congresso nazionale del Brasile. Nel 1986 la Lôbo diventò assistente di Tereza Cruvinel, lavorando alla colonna Panorama Politico del giornale O Globo.
Nel 1992 iniziò la sua collaborazione con Ricardo Boechat e nello stesso anno diventò articolista di O Estado de S. Paulo, in cui rimase fino al 1998. Da lì diventò conduttrice del programma Fatos e Versões di Globo News. Fu quindi commentatrice di Jornal das Dez, GloboNews, Hora um da Notícia a TV Globo.
Cristiana Lôbo è morta nel 2021 per un mieloma multiplo.